# Abbaye de Tarrawarra
L’abbaye de Tarrawarra est un monastère de moines cisterciens-trappistes sis dans la allée vinicole de Yarra, à l'est de la ville de Melbourne (Victoria), en Australie. Fondée par des moines irlandais en 1954, l’abbaye compte 15 moines. C’est la seule abbaye trappiste en Australie.

## Histoire
Lors d’une visite à l’abbaye du mont Saint-Joseph, à Roscrea (Irlande), en juin 1952, le cardinal Gilroy, archevêque de Sydney, demande à son abbé Dom Camille Claffey d’envoyer quelques moines dans son diocèse pour une fondation monastique. L’idée est en principe acceptée et, en septembre 1953, Dom Eugene Boylan est envoyé y faire un premier voyage d’investigation.
Après plusieurs mois de recherches couvrant les différents diocèses de Nouvelle-Galles du Sud Dom Boylan découvre l’État du Victoria où apparemment, plusieurs années auparavant l’archevêque Daniel Mannix (de Melbourne) avait déjà invité l’abbaye de Roscrea à y faire une fondation. Rejoint en août 1954 par l’abbé de Roscrea, Dom Camille Claffey, le groupe de moines visite la propriété de Tarawarra.
Avec l’aide financière du diocèse (un prêt sans intérêt) et les contributions de généreux bienfaiteurs un domaine de 400 hectares est acheté et l’ancienne habitation, construite dans les années 1900, devient le centre de la vie monastique inchoative. Le 6 novembre 1954, l’eucharistie y est célébrée pour la première fois (avec l'office divin), par Dom Camille Claffey, abbé de Roscrea. C’est la date de fondation de l’abbaye. Dom Cronan Shery en est le premier supérieur.
En 1958 Tarrawarra est promue au rang d’abbaye par l’Ordre cistercien-trappiste, et Dom Kevin O’Farrell en est élu le premier abbé. Les débuts sont financièrement difficiles, et une stricte austérité budgétaire est de rigueur. Grâce à un legs de la famille Sutton (d’Australie-Méridionale) l’abbaye sort de dettes et, au fil des années les différents bâtiments nécessaires à la vie monastique sont érigés : église abbatiale, réfectoire, quartier des moines, ateliers, bibliothèque et autres.
En 1988, Dom David Tomlins succède à l’abbé, Dom Kevin O’Farrell qui, terminant trente ans d’abbatiat, donne sa démission.
Dix ans plus tard, en 1998, l’abbaye reçoit la responsabilité de guider ‘Kurisumala Ashram’, un monastère de rite oriental (au Kerala, en Inde) fondé par Dom François Mahieu (Francis Acharya), moine de Scourmont (Belgique). Devenant ‘abbaye-mère’ de Kurisumala Ashram, Tarrawarra guide les moines syro-malankars dans leur intégration progressive à l’Ordre cistercien-trappiste.

## Supérieur et abbés
- 1954-1958: Cronan Shery, supérieur
- 1958-1988: Kevin O'Farrell, abbé (démissionnaire)
- 1988-2012: David Tomlins, abbé (démissionniare)
- 2012- : Steele Hartmann, abbé

## Adresse
- Tarrawarra Abbey, Yarra Glen, Victoria 3775, Australia. Telephone: +61 (03) 9730 1306